# Brandov
Brandov település Csehországban, a Mosti járásban. Brandov Olbernhau, Hora Svaté Kateřiny és Kalek településekkel határos. Lakosainak száma 283 fő (2024. január 1.).

## Népesség
A település lakosságának változását az alábbi diagram mutatja:
| Lakosok száma | 1229 | 2131 | 2572 | 453  | 269  | 243  | 240  | 247  | 270  | 283  |
|               | 1869 | 1900 | 1921 | 1961 | 1980 | 2011 | 2016 | 2019 | 2021 | 2024 |